# جيسي غلين غراي
جيسي غلين غراي (بالإنجليزية: Jesse Glenn Gray)‏ هو فيلسوف ومترجم أمريكي، ولد في 27 مايو 1913، وتوفي في 30 أكتوبر 1977.